# سبيس إكس رابتور
رابتور هو محرك صاروخي ذو دورة احتراق مراحلي مغلقة، يعمل بوقود الميثان، تم تصنيعه بواسطة شركة سبيس إكس . يتم تشغيل المحرك بواسطة الأكسجين السائل المبرد، والميثان السائل المبرد بدلاً من الكيروسين الشبه نقي المستخدم في محركات الصواريخ السابقة للشركة، مثل محركات مرلين.. يقدم محرك رابتور أكثر من ضعف قوة الدفع لمحرك ميرلين المستخدم في مركبة الإطلاق الحالية فالكون ٩.
سيتم استخدام رابتور في كلتا المرحلتين من مركبة إطلاق نظام Starship للرفع الثقيل،  والتي تم تصميمها لتحل محل جميع مركبات سبيس إكس الحالية ، بما في ذلك مركبات الإطلاق Falcon 9 وFalcon Heavy وسبيس إكس Dragon 2. كجزء من Starship ، من المتوقع أن يتم استخدام محركات رابتور في تطبيقات مختلفة ، بما في ذلك سوق توصيل الأقمار الصناعية في مدار الأرض ، وإطلاق اقمار خدمة Starlink التابعة لشركة SpaceX ، واستكشاف المريخ واستعماره في نهاية المطاف.
بدأ اختبار محركات رابتور للإستخدام في النموذج الأولي من مركبة إطلاق نظام Starship (النموذج الأولي Starhopper) في يوليو 2019 وأصبحت أول محرك صاروخي يستخدم تكنولوجيادورة احتراق مراحلي مغلقة يتم إطلاقه على الإطلاق. اعتبارًا من يناير ٢٠٢١ ، ينتج رابتور أيضًا أعلى ضغط لغرفة الاحتراق تم الوصول إليه على الإطلاق بواسطة محرك صاروخي مستخدم، عند 330 بار (33000 كيلو باسكال) ، متجاوزًا الرقم القياسي الذي يحمله محرك الصاروخ RD-701 عند 300 بار.

مخطط توضيحي لدورة الإحتراق المستخدمة في محرك رابتور

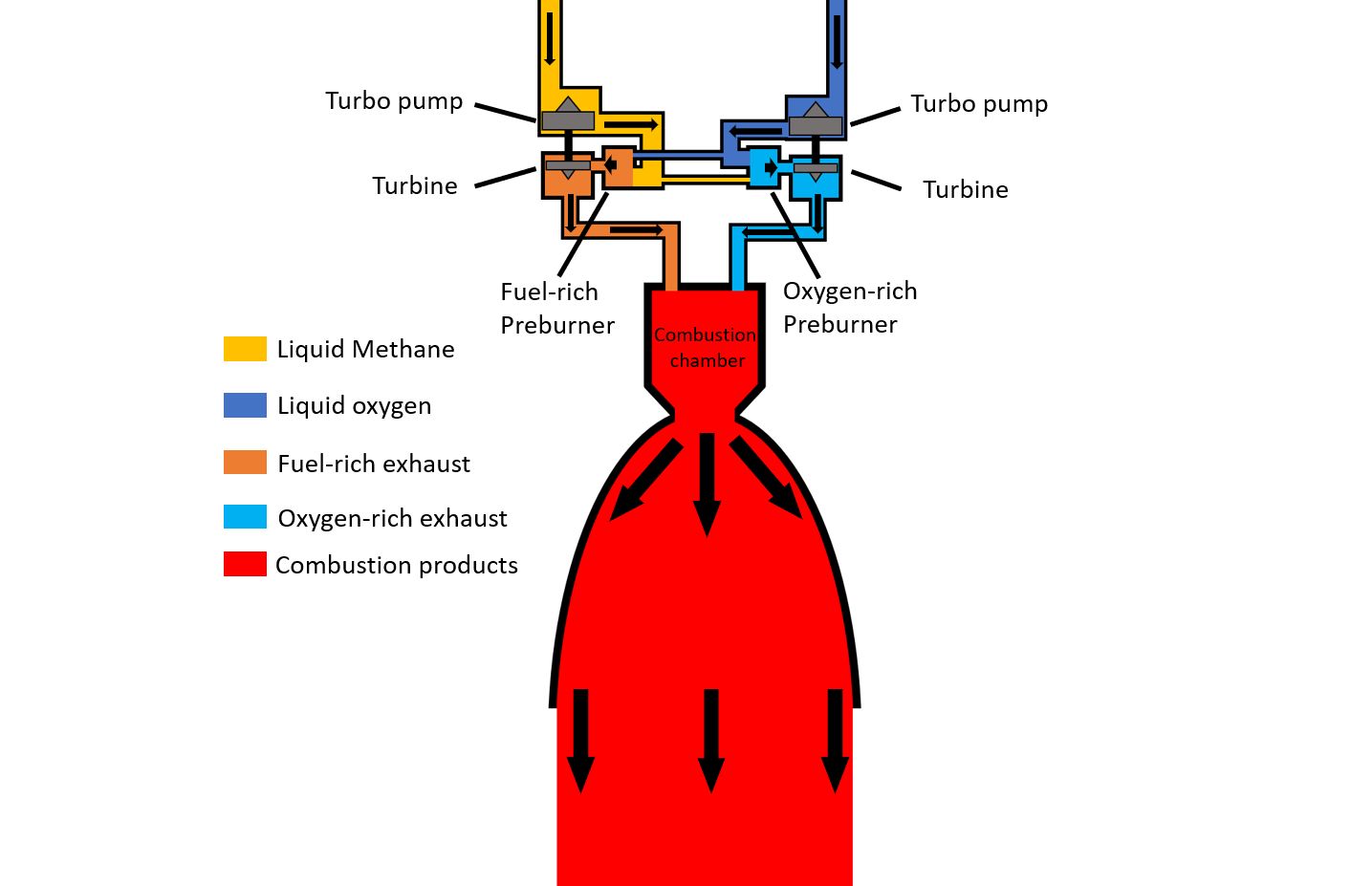
رسم تخطيطي مبسط لمحرك رابتور

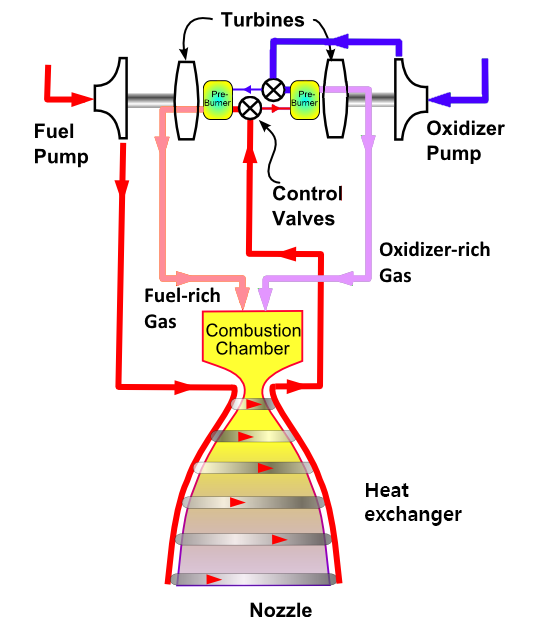
دورة احتراق مراحلي مغلقة (كاملة التدفق)

محرك رابتور يستخدم الميثان السائل والأكسجين السائل المبردان لتحت الصفر، من خلال دورة احتراق مراحلي كاملة التدفق، وهي أكثر كفائة من النسخ الأبسط ، مثل دورات التدفق «المفتوحة» باستخدام مولد الغاز (دورة إحتراق غير كاملة التدفق) التي تعمل بالكيروسين والأكسجين السائل، مثل المستخدمة حالياً في محركات ميرلين. كما آيضاً محركات RS-25 ، التي تستخدم الهيدروجين السائل والأكسجين السائل ، من خلال دورة احتراق مفتوحة ،  كما تفعل العديد من محركات الصواريخ الروسية ، بما في ذلك RD-180 و RD-191.
تباين الحجم المعلن لمحرك رابتور بشكل كبير خلال الفترة 2012-2017 مع استمرار تطور التصميم ، من قدرة دفع مستهدف تبلغ 8,200 كيلونيوتن (1,800,000 رطلق) من الدفع في الفضاء  إلى هدف أحدث وأقل بكثير وهو 1,900 كيلونيوتن (430,000 رطلق) .  في نسخة 2017 ، من المتوقع أن يقدم رابتور قدرة إندفاع نوعي في الفراغ = 382 ثوان (3,750 م/ث) وقدرة إندفاع نوعي داخل الغلاف الجوي (عند سطح البحر) = 334 ثوان (3,280 م/ث).
تم تصميم محرك رابتور لاستخدام وقود سائل يتم تبريده لما يقرب نقطة التجمد ، وهو الأمر المعهود لمحركات الصواريخ ذات الوقود المبرد. يزيد استخدام الوقود المبرد لقرب التجمد من كثافة الوقود ، للسماح بمزيد من الكتلة الدافعة له، كما يزيد الدافع المحدد (الإندفاع النوعي) للمحرك، ويقلل من خطر حدوث تجويفات في مضخات الوقود بسبب ارتفاع معدل تدفق الكتلة للطاقة المتولدة.
يتم بدآ إشعال محرك رابتور، سواء على منصة الإطلاق أو إعادة الإشعال آثناء الطيران ، عن طريق الإشعال بالشرارة ، مما يغني عن استخدام خليط اشعال مثل ثلاثي إيثيل الألومنيوم - ثلاثي إيثيل بوران (TEA-TEB) المستخدم في اشعال المحركات في فالكون 9 و فالكون الثقيل.
يستخدم رابتور دورة احتراق مراحلي مغلقة ، حيث يعمل كلا من الوقود والمؤكسد (الميثان السائل والأكسجين السائل) معا على تشغيل المضخات (التوربينات) لدفع وخلط الوقود والمؤكسد في غرفة الإحتراق، يتم ضخ الميثان السائل مع نسبة أكسجين منخفضة لتشغيل مضخة الميثان، وآيضاً يتم ضخ الأكسجين السائل مع نسبة ميثان منخفضة لتشغيل مضخة الأكسجين. ثم يتم خلط كلا التيارين - المؤكسد والوقود - إلى خليط غازي ذو ضغط عالي قبل دخولهما إلى غرفة الاحتراق.
قبل عام 2014 ، كان هناك محركان فقط في العالم يستخدمان دورة احتراق مراحلي مغلقة قد تطوروا بشكل كافٍ للاختبار على منصات الاختبار (دون طيران): مشروع RD-270 السوفيتي في الستينيات ومشروع Integrated Powerhead Demonstrator لشركة Aerojet Rocketdyne الآمريكية في منتصف العقد الأول من القرن الحادي والعشرين.
تشمل الخصائص الإضافية لتصميم دورة الاحتراق المغلقة ، المتوقع أن تزيد من الأداء أو الموثوقية ما يلي:
- الاستغناء عن الحشية الداخلية للمضخات، الفاصلة بين المؤكسد والوقود، والتي تعد نقطة فشل محتملة في تصميمات المحرك التقليدية ؛
- تقليل الضغط المطلوب من نظام الضخ ، مما يزيد من العمر الافتراضي للمحرك، ويقلل من إحتمالية فشل المحرك؛
- القدرة على زيادة ضغط غرفة الاحتراق ، وبالتالي إما زيادة الأداء العام أو «باستخدام غازات مبردة آكثر ، مما يوفر نفس أداء محرك الاحتراق المراحلي القياسي ولكن مع ضغط أقل بكثير على المواد ، وبالتالي تقليل إجهاد المواد أو وزن [المحرك] بشكل كبير» .

تهدف سبيس إكس إعادة استخدام رابتور مرات متعدده، تصل الي 1000 رحلة لكل محرك، قبل احالته للتقاعد.
تم تصنيع العديد من الأجزاء المهمة (للاختبار الأولي اثناء تطوير المحرك) باستخدام الطباعة ثلاثية الأبعاد ، مما يزيد من سرعة التطوير والاختبار.
في عام 2019 ، تم تقدير التكلفة (الجزئية) للمحرك بأقل من مليون دولار. تخطط سبيس إكس لإنتاج رابتور بكميات كبيرة (ما يصل إلى 500 محرك سنويًا)، كل منها مقدر ان يكلف أقل من 250,000 دولار.

## تاريخ
تم تمويل تطوير المحرك من 2009 إلى 2015 حصريًا من خلال الاستثمار الخاص من قبل سبيس إكس ، وليس نتيجة لأي تمويل من حكومة الولايات المتحدة. في يناير 2016 ، اتفقت سبيس إكس مع القوات الجوية الأمريكية على الحصول على 33.6 مليون دولار أمريكي تمويل من وزارة الدفاع من أجل تطوير نموذج معدل لرابتور كنموذج أولي جديد مصمم للاستخدام المحتمل للمرحلة الثانية على فالكون 9 و فالكون الثقيل ، حيث وافقت سبيس إكس على قبول تمويل لا يقل عن 67.3 مليون دولار أمريكي في نفس المشروع.

### الفكرة المبدئية
تمت مناقشة مشروع تصميم محرك صاروخي متقدم يسمى رابتور - يستخدم الهيدروجين السائل والأكسجين السائل - لأول مرة علنًا بواسطة Max Vozoff من سبيس إكس في المعهد الأمريكي للملاحة الجوية والفضاء خلال ندوة البرنامج التجاري لنقل الطواقم والشحنات للفضاء في عام 2009. اعتبارًا من أبريل 2011 ، كان لدى سبيس إكس عدد قليل من الموظفين الذين يعملون على محرك رابتور ،لا يزال يستخدم الهيدروجين السائل ، بمستوى منخفض من الأولوية. تم ذكر المزيد من برنامج التطوير في عام 2011. في مارس 2012 ، أكدت التقارير الإخبارية أن برنامج تطوير محرك رابتور كان قيد التنفيذ ، لكن لم يتم نشر التفاصيل علنًا.

### إعلان محرك الميثان وتطوير المكونات
في نوفمبر 2012 ، أعلن ماسك عن اتجاه جديد لقسم المحركات في سبيس إكس: تطوير محركات صاروخية تعمل بوقود الميثان.  وأشار كذلك إلى أن مفهوم المحرك ، الذي يحمل الاسم الرمزي رابتور ، سيصبح الآن تصميمًا قائمًا على الميثان ، وأن الميثان سيكون الوقود المفضل لخطط سبيس إكس لاستعمار المريخ.

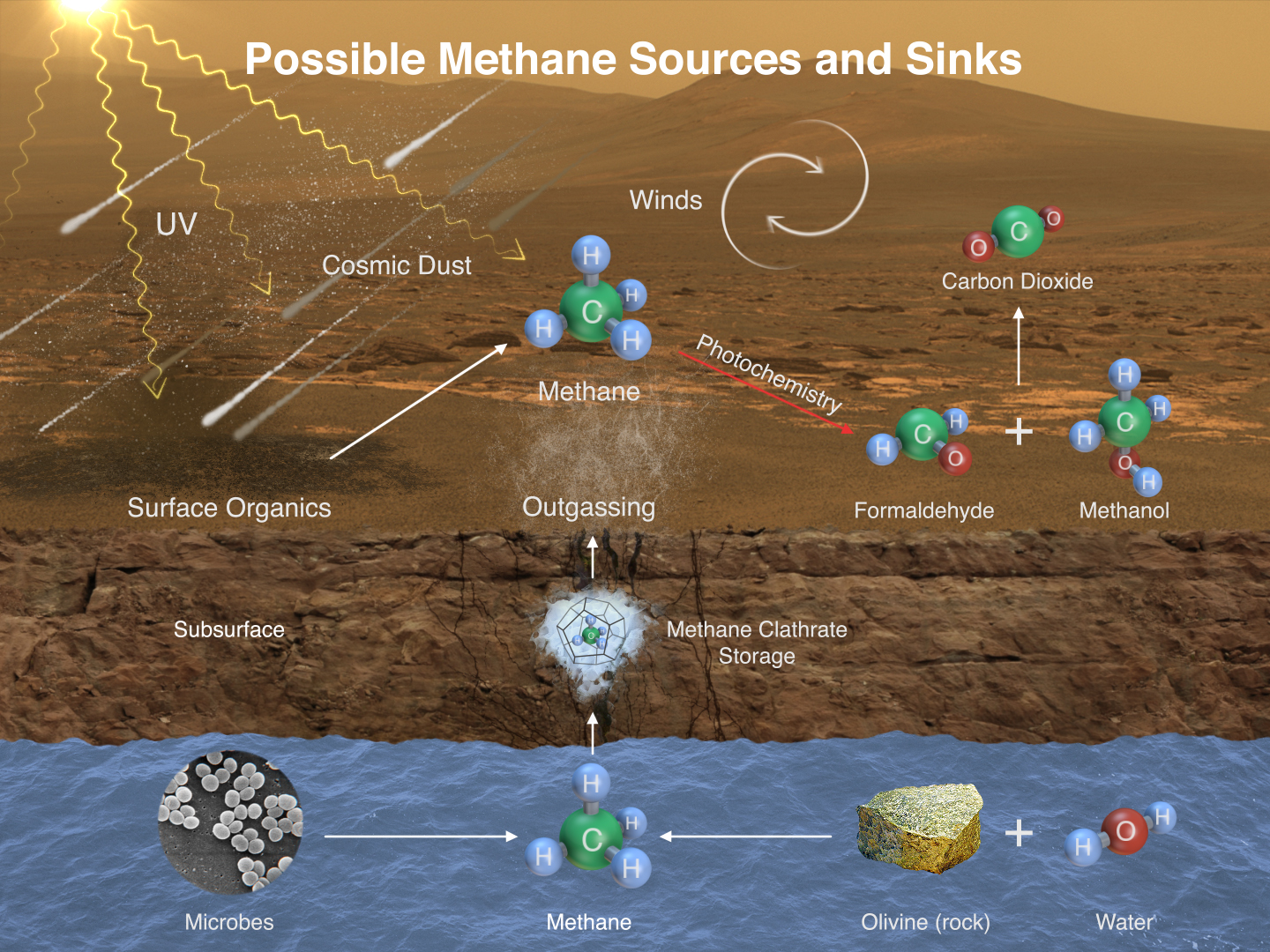
المصادر والمصارف المحتملة لغاز الميثان (CH _{4}) على سطح المريخ

بسبب وجود المياه الجوفية وثاني أكسيد الكربون في الغلاف الجوي للمريخ ، يمكن بسهولة تصنيع الميثان على المريخ باستخدام تفاعل Sabatier . تم فحص إنتاج الموارد في الموقع على المريخ من قبل وكالة ناسا ووجدت أنها قابلة لإنتاج الأكسجين والماء والميثان. وفقًا لدراسة نشرها باحثون من كلية كولورادو للمناجم ، فإن استخدام الموارد في الموقع مثل غاز الميثان من المريخ يجعل المهمات الفضائية أكثر جدوى من الناحية الفنية والاقتصادية ويسمح بإعادة الاستخدام.

### تطوير المحرك واختباره

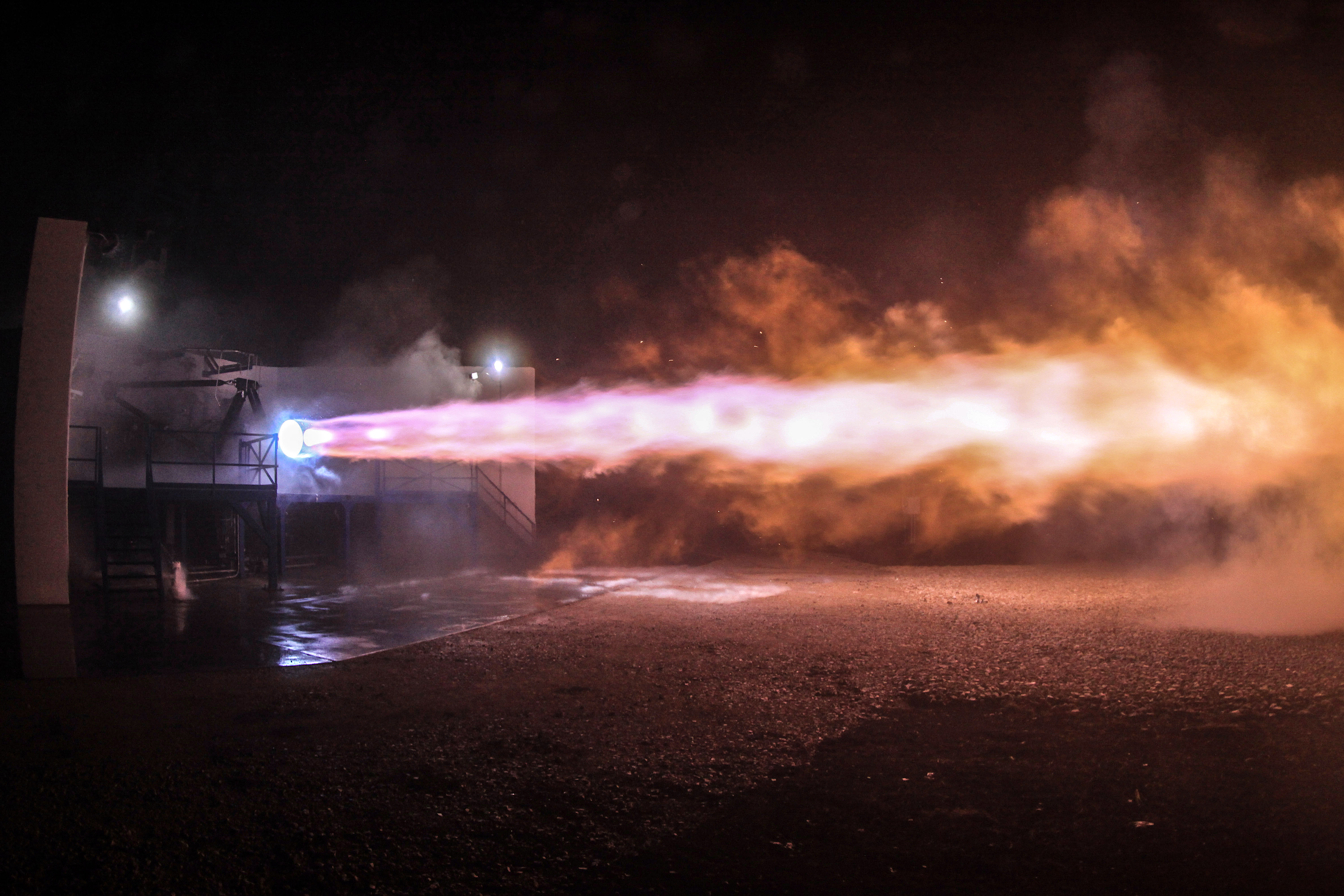
أول اختبار لإطلاق محرك تطوير رابتور في 25 سبتمبر 2016 في ماكجريجور ، تكساس

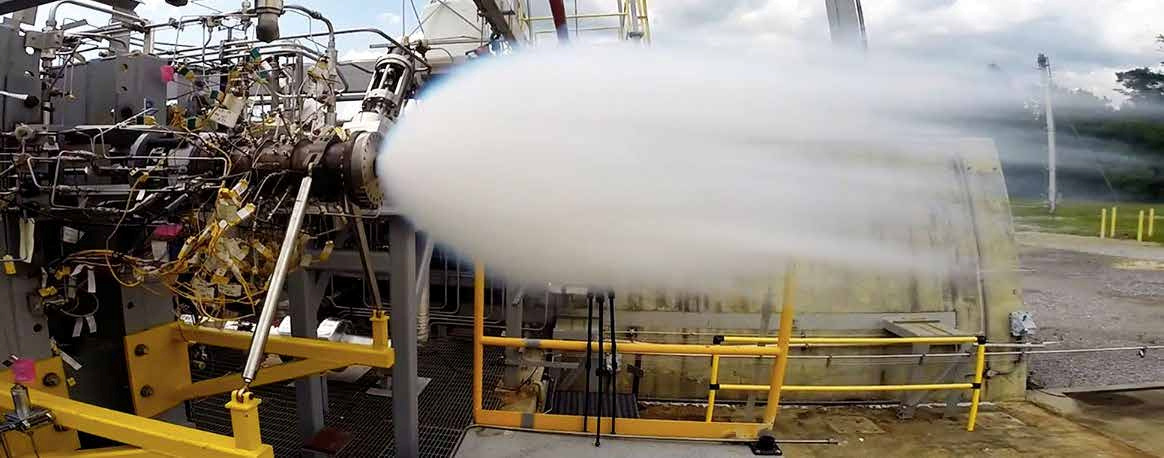
اختبار جهاز الحرق الأولي الأكسجين في رابتور في مركز ستينيس الفضائي في عام 2015

تم إجراء أول اختبار طيران لمحرك في 25 يوليو 2019 . بشكل غير عادي ، بالنسبة لاختبارات الطيران الأولية لمحركات الصواريخ المدارية ، لم يكن هذا حرقًا كامل المدة ولكن اختبارًا مدته 22 ثانية فقط. تعمل شركة سبيس إكس على تطوير صاروخها من الجيل التالي ليكون قابلاً لإعادة الاستخدام من البداية ، تمامًا مثل الطائرة ، وبالتالي تحتاج إلى البدء بأهداف اختبار طيران ضيقة ، بينما لا تزال تهدف إلى هبوط الصاروخ بنجاح لاستخدامه لاحقًا في مزيد من الاختبارات لتوسيع الرحلة .
في 9 ديسمبر 2020 ، دفعت ثلاثة محركات رابتور النموذج الأولي لـ Starship SN8 إلى ما يقرب من 12.5 كم في منشأة اختبار بوكا تشيكا. تم وضع المحركات الثلاثة في وسط المركبة ، على عكس النماذج الأولية السابقة. خلال هذه الرحلة ، يتم إيقاف تشغيل المحركات بشكل متتابع لكل منها حتى تم إيقاف تشغيل الرابتور الأخير. تم تدمير SN8 عند الاصطدام بالأرض أثناء الهبوط.
في 2 فبراير 2021 ، تم إطلاق النموذج الأولي لـ Starship SN9 ، وهي مركبة مشابهة بشكل أساسي لـ SN8 ، على ارتفاع حوالي 10 كيلومترات. تم تدمير SN9 أثناء الهبوط.
في 3 مارس 2021 ، تم إطلاق النموذج الأولي لـ Starship SN10 ، مرة أخرى ، مركبة تشبه SN8 و SN9 ، على ارتفاع حوالي 10 كيلومترات (مرة أخرى). هبطت المركبة SN10 بنجاح إلى حد ما لكنها دمرت بعد دقائق من هبوطها في حريق بدأ أثناء عملية الهبوط.

## الاستخدامات
تصميم SpaceX يعرف الآن باسم Starship . كان من المقرر أن تحتوي المرحلة الأولى من Starship (المعروفة الآن باسم Super Heavy) على 31 رابتورًا محسّنًا على مستوى سطح البحر في مفهوم التصميم الأولي ، بإجمالي 48 ميجانيوتن (11,000,000 رطلق) من الدفع.
ستستخدم Starship ثلاثة رابتور محسّنة بالفراغ للدفع الأساسي بالإضافة إلى ثلاثة رابتورز على مستوى سطح البحر للمناورة والطيران الجوي. تقوم SpaceX حاليًا ببناء واختبار سلسلة من نماذج Starship و Super Heavy المعزز في موقع إطلاق SpaceX South Texas.

## روابط خارجية
- اختبار محرك SpaceX Raptor في 25 سبتمبر 2016 ، SciNews ، فيديو ، سبتمبر 2016.
- وحدات معالجة الرسوميات إلى المريخ: محاكاة كاملة لمحرك صواريخ SpaceX's Mars Rocket ، آدم ليشتل وستيفن جونز ، مؤتمر تكنولوجيا GPU ، ربيع 2015.
- مخطط بياني غير رسمي للمحرك